# Chung kết Cúp FA 1994
Chung kết Cúp FA 1994 là trận chung kết Cúp FA thứ 49 được tổ chức sau Thế chiến thứ hai diễn ra giữa Manchester United và Chelsea. United đến trận chung kết với tư cách đội vô địch Premier League, hơn đội nhì bảng Blackburn Rovers tán điểm. Họ có cơ hội trở thành một trong bốn đội duy nhất của thế kỷ 20 giành "cú đúp danh hiệu" và là lần đầu tiên trong lịch sử. Mặt khác Chelsea thi đấu trận chung kết Cúp FA đầu tiên kể từ sau 1970 và trận chung kết lớn đầu tiên kể từ Chung kết Football League Cup 1972; họ kết thúc ở vị trí thứ 14 tại Premier League.
Trận đấu diễn ra trong một chiều mưa tháng Năm, trong hiệp một, Chelsea là đội thi đấu tốt hơn. Gavin Peacock có một cơ hội tốt để mở tỉ số phút 45 khi cú sút nửa volley của ông đi đúng xà ngang. Trong hiệp hai, Manchester United có được ba bàn thắng chỉ trong có chín phút; hai quả phạt đền gần giống nhau của Eric Cantona và một cú sút của Mark Hughes, sau sai lầm của hậu vệ Chelsea Frank Sinclair. Brian McClair ghi một bàn thắng muộn sau đường chuyền đồng đội của Paul Ince. Trọng tài David Elleray sau đó đã tuyên bố rằng ông hối hận vì đã thổi quả phạt đền thứ hai cho Manchester United, "Đó là trận đấu lớn của tôi và tôi đã đưa ra một quyết định đáng thất vọng."
Chiến thắng của Manchester United là lần thứ tám họ giành cúp này, đuổi kịp kỷ lục mà Tottenham Hotspur thiết lập ba năm trước đó. Chelsea, mặc dù để thua trận chung kết Cúp FA đầu tiên kể từ khi họ giành danh hiệu 24 năm trước đó, giành quyền tham dự Cúp C2 châu Âu 1994-95 do United đã vô địch Giải bóng đá Ngoại hạng Anh và được tham dự UEFA Champions League.
Đó là lần thứ ba Mark Hughes (thành viên của đội vô địch Cúp FA 1985 và 1990) giành được huy chương vô địch Cúp FA. Tuy nhiên, đồng đội của ông Bryan Robson không có mặt trong đội hình và bỏ lỡ cơ hội giành chiếc huy chương vô địch thứ tư. Hughes giành chiếc huy chương Cúp FA thứ tư ba năm sau đó cùng Chelsea.

## Đường tới Wembley
Chủ nhà được xếp trước. 
| Vòng 3: Barnet 0–0 Chelsea Đá lại: Chelsea 4–0 Barnet Vòng 4: Chelsea 1–1 Sheffield Wednesday Đá lại: Sheffield Wednesday 1–3 Chelsea Vòng 5: Oxford United 1–2 Chelsea Vòng 6: Chelsea 1–0 Wolverhampton Wanderers Bán kết: Chelsea 2–0 Luton Town | Vòng 3: Sheffield United 0–1 Manchester United Vòng 4: Norwich City 0–2 Manchester United Vòng 5: Wimbledon 0–3 Manchester United Vòng 6: Manchester United 3–1 Charlton Athletic Bán kết: Oldham Athletic 1–1 Manchester United Đá lại: Manchester United 4–1 Oldham Athletic |

## Chi tiết trận đấu
| Chelsea | 0–4      | Manchester United                                             |
| ------- | -------- | ------------------------------------------------------------- |
|         | Chi tiết | Cantona 60' (ph.đ.), 66' (ph.đ.) · Hughes 69' · McClair 90+2' |

| Chelsea | Manchester United |

| TM                       | 1  | Dmitri Kharine   |     |     |
| HVP                      | 12 | Steve Clarke     |     |     |
| TrV                      | 5  | Erland Johnsen   | 2'  |     |
| TrV                      | 35 | Jakob Kjeldbjerg |     |     |
| HVT                      | 6  | Frank Sinclair   |     |     |
| TVP                      | 24 | Craig Burley     |     | 68' |
| TVG                      | 18 | Eddie Newton     |     |     |
| TVG                      | 10 | Gavin Peacock    |     |     |
| TVT                      | 11 | Dennis Wise (c)  |     |     |
| TĐ                       | 7  | John Spencer     |     |     |
| TĐ                       | 21 | Mark Stein       | 66' | 78' |
| Dự bị:                   |    |                  |     |     |
| TM                       | 13 | Kevin Hitchcock  |     |     |
| TV                       | 20 | Glenn Hoddle     |     | 68' |
| TĐ                       | 9  | Tony Cascarino   |     | 78' |
| Cầu thủ-Huấn luyện viên: |    |                  |     |     |
| Glenn Hoddle             |    |                  |     |     |

| TM               | 1  | Peter Schmeichel   |  |     |
| HVP              | 2  | Paul Parker        |  |     |
| TrV              | 4  | Steve Bruce (c)    |  |     |
| TrV              | 6  | Gary Pallister     |  |     |
| HVT              | 3  | Denis Irwin        |  | 84' |
| TVP              | 14 | Andrei Kanchelskis |  | 84' |
| TVG              | 8  | Paul Ince          |  |     |
| TVG              | 16 | Roy Keane          |  |     |
| TVT              | 11 | Ryan Giggs         |  |     |
| TĐ               | 10 | Mark Hughes        |  |     |
| TĐ               | 7  | Eric Cantona       |  |     |
| Dự bị:           |    |                    |  |     |
| TM               | 25 | Gary Walsh         |  |     |
| TV               | 5  | Lee Sharpe         |  | 84' |
| TV               | 9  | Brian McClair      |  | 84' |
| Huấn luyện viên: |    |                    |  |     |
| Alex Ferguson    |    |                    |  |     |

| - Trọng tài biên: - Graham Barber (Surrey) - Paul Rejer (Staffordshire) - Trọng tài dự bị: Gerald Ashby (Worcestershire) | Điều lệ - 90 phút - 30 phút hiệp phụ nếu cần - Đá lại ngày 19 tháng 5 năm 1994 nếu vẫn hòa - Đăng ký ba cầu thủ dự bị, sử dụng hai |